# Programa Bär

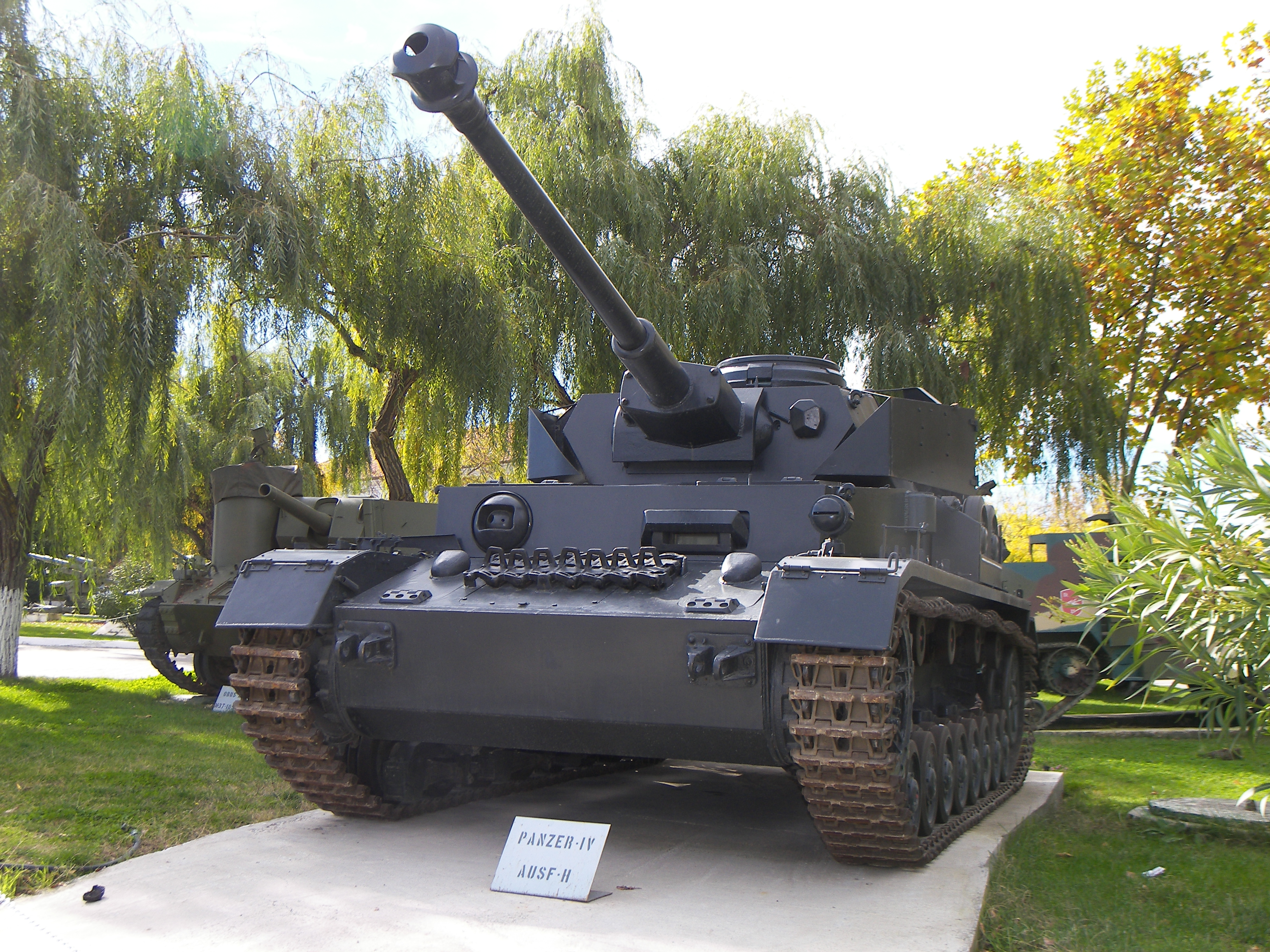
El carro Panzer IV: el material más conocido de los adquiridos por España en el «Programa Bär». Museo de Medios Acorazados de El Goloso, Madrid.

El «Programa Bär» fue un programa de adquisición de materiales militares alemanes para modernizar el equipamiento de las Fuerzas Armadas españolas. Desde el final de la Guerra Civil el gobierno de Franco había comprado en Alemania algún armamento, pero no fue hasta que se inició este programa en 1943 cuando estas adquisiciones se hicieron sustanciales. La balanza comercial en ese momento era favorable a España, ya que suministraba materias primas a la industria de guerra alemana, y se propuso compensar el déficit mediante el suministro de armamento alemán a España.
La comisión militar de negociación del «Programa Bär» estuvo liderada en un primer momento por el capitán de navío Santiago Antón Rozas, que posteriormente fue reemplazado como jefe de la comisión por el general de división del Arma de Artillería del Ejército de Tierra, Carlos Martínez de Campos y Serrano, Duque de La Torre. Al comenzar las negociaciones en Berlín, la comisión española presentó unas listas con el material que se deseaba adquirir, pero la situación bélica no permitía a Alemania desprenderse de material crítico que necesitaba para la guerra en curso, con lo que el pedido tuvo que reducirse y se cambiaron algunos de los materiales por otros menos avanzados.

## Introducción
El régimen nazi alemán, liderado por Hitler, había apoyado al bando sublevado durante la Guerra Civil Española. La ayuda había consistido en asesores, tripulaciones y también material bélico, como carros, aviones y munición. El material recibido por España, si bien moderno y en buen estado en el momento que fue suministrado, había sufrido un considerable desgaste durante su uso en la guerra civil, y el rápido avance tecnológico durante la guerra mundial lo había hecho obsoleto. Después de la guerra civil, el gobierno de Franco había adquirido partidas menores de armamento alemanas, en compensación por las materias primas que a su vez exportaba a Alemania. La sustitución de Ramón Serrano Suñer por Francisco Gómez-Jordana como ministro de Asuntos Exteriores reencauzó las negociaciones comerciales hispano-alemanas. A finales de 1942, el gobierno español, alarmado por el reciente desembarco aliado en el norte de África, decidió hacer un pedido de armas más substancial para paliar algunas de las deficiencias materiales más críticas de las Fuerzas Armadas españolas. Los alemanes, por su parte, necesitaban seguir recibiendo las materias primas españolas –algunas de valor estratégico, como el wolframio, el litio y el zinc– y querían mantener buenas relaciones con el gobierno español para evitar que éste intentara un acercamiento a los aliados.

## Negociaciones
El 17 de diciembre de 1942, el ministro de Asuntos Exteriores español, Conde de Jordana, y el embajador alemán en Madrid, Eberhard von Stohrer, firmaron un nuevo acuerdo comercial entre los dos países. Ya antes de que el acuerdo hubiera sido firmado, Alemania había invitado a España a mandar una comisión militar a Berlín para hablar sobre las necesidades armamentísticas españolas y las posibilidades alemanas. Al comenzar la negociación, Hitler exigió –y obtuvo– el compromiso del gobierno español de nunca usar las armas suministradas en contra de los alemanes y de resistir cualquier ataque o avance aliado contra su territorio peninsular, insular o africano. La lista de compra con la que la comisión militar española llegó a Berlín incluía 520 aviones de distintos tipos, 480 piezas de artillería antiaérea, 345 piezas de artillería naval, 12 lanchas torpederas, 75 cañones de campaña de 15 cm, 125 cañones anticarro, 250 carros con cañón de 45-50 mm, 150 carros con cañón de 75 mm, así como tractores, motocicletas, herramientas, maquinaria, motores, equipos, instrumentos, repuestos y munición.
Los negociadores alemanes, tras analizar el pedido inicial, hicieron saber a la delegación española que les sería imposible suministrar todo el material pedido, debido a las acuciantes necesidades de la Wehrmacht. En compensación ofrecieron materiales alternativos que incluían equipo francés requisado tras la batalla de Francia y equipo soviético capturado durante la invasión de la Unión Soviética. Los alemanes entregaron a los españoles una lista con los materiales que estaban dispuestos a transferir, y los españoles respondieron seleccionando los que consideraban más apropiados para sus necesidades. Entre los materiales rechazados por los españoles estaban cazas Dewoitine de origen francés, cañones de 76.2 mm soviéticos y cañones contracarro de 50 mm. Se llegó a un acuerdo sobre los materiales a suministrar a finales de abril de 1943, y los envíos de material comenzaron el 31 de mayo de 1943. Los envíos, salvo los de lanchas y aviones, se realizaron por ferrocarril, con los envíos destinados a la Armada siendo trasvasados de trenes alemanes a españoles preferentemente en la frontera de Irún, los del Ejército del Aire en la frontera de Port Bou, y los del Ejército de Tierra preferentemente por Canfranc, pero también por Irún y Port Bou. Los alemanes proporcionaron entrenamiento a tripulaciones españolas en el uso de los nuevos materiales. El entrenamiento para el uso de los carros de combate se produjo en la Escuela de Carros de Wünsdorf en Zossen, el de los carros de asalto en la Escuela de Artillería de Asalto de Burg en Magdeburgo, y el de los tipos de avión nuevos en aeródromos franceses.
En mayo de 1943 comenzaron las reuniones en Madrid entre las delegaciones comerciales españolas y alemanas para determinar del precio de los materiales a suministrar. Inicialmente los alemanes pidieron precios que los españoles consideraron exagerados. Las negociaciones continuaron hasta julio de 1943, alcanzándose un acuerdo con unos precios mucho más bajos que los solicitados de entrada por los alemanes. El 18 de agosto de 1943 se firmó un acuerdo detallando las cantidades, precios y plazos de los materiales a suministrar. Los envíos se dividieron en dos fases: el Sofortprogram (programa inmediato), con 11 transportes entre mayo y julio de 1943, y el Resprogramm (programa restante), con 28 transportes comenzando en septiembre de 1943. Los envíos continuaron hasta el 18 de junio de 1944, tras lo que no fueron posibles debido a la situación creada por la invasión de Normandía. Se perdieron, en todo o en parte, 4 de los 28 trenes del Restprogramm.

## Material recibido

### Material para el Ejército del Aire
España recibió 15 cazas Messerschmitt Bf 109 F4 con sus repuestos, 10 bombarderos Junkers Ju 88 A4 con sus repuestos, y 1 250 000 cartuchos de 7,92mm.

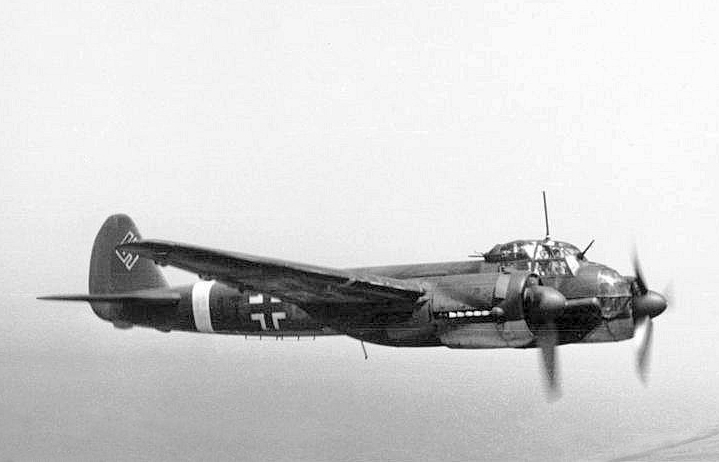
Junkers Ju 88 similar a los suministrados a España.

Además de los aviones, también se recibieron los siguientes equipos aéreos:
- 4 equipos de radio motorizados pesados de onda larga y 4 de onda corta
- 15 equipos de radio ligeros motorizados de onda larga y corta
- 8 equipos radiogoniométricos de navegación
- 15 grupos electrógenos Still
- 50 grupos electrógenos EM-4
- 1 radiolocalizador Freya
- 26 radiolocalizadores Würzburg 39 TD
- 3 radares de a bordo Liechtenstein
- 12 radioemisores de onda corta
- 22 equipos Morse para radiofaros
- 50 equipos de radio Modelo 33
- 85 equipos de radio de a bordo FuG
- 20 equipos FuG 7 A F1
- 100 equipos Fu B1 de a bordo

Otro material pedido y que nunca alcanzó España a causa de los desembarcos aliados en Normandía fue:
- 45 radioemisores Fug 10
- 50 grupos electrógenos EM-4
- 3 radares Liechtenstein.

### Material para el Ejército de Tierra

#### Carros

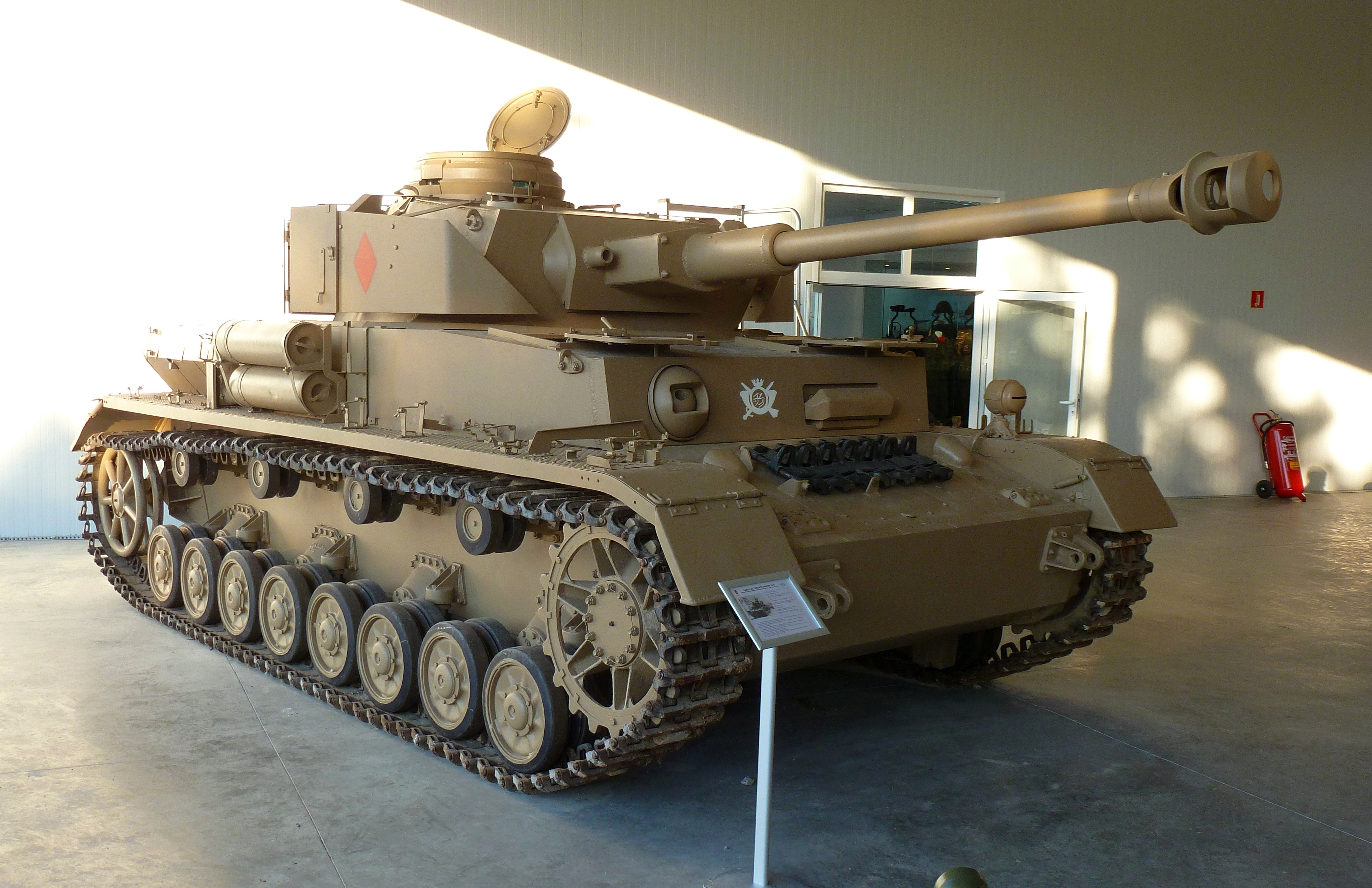
Panzer IV Ausf. H. Carros de este tipo estuvieron en servicio en España hasta 1965.

Aunque en la lista inicial figuraba la petición de 350 carros de combate con cañones entre 45 y 75 mm, Alemania no estaba en condiciones de desprenderse de un número tan elevado de carros. Los alemanes tan solo ofrecieron 30 vehículos acorazados: 10 carros de asalto Stug III Ausf G y 20 carros de combate Panzer IV; ambos tipos y cantidades fueron aceptados por los españoles.

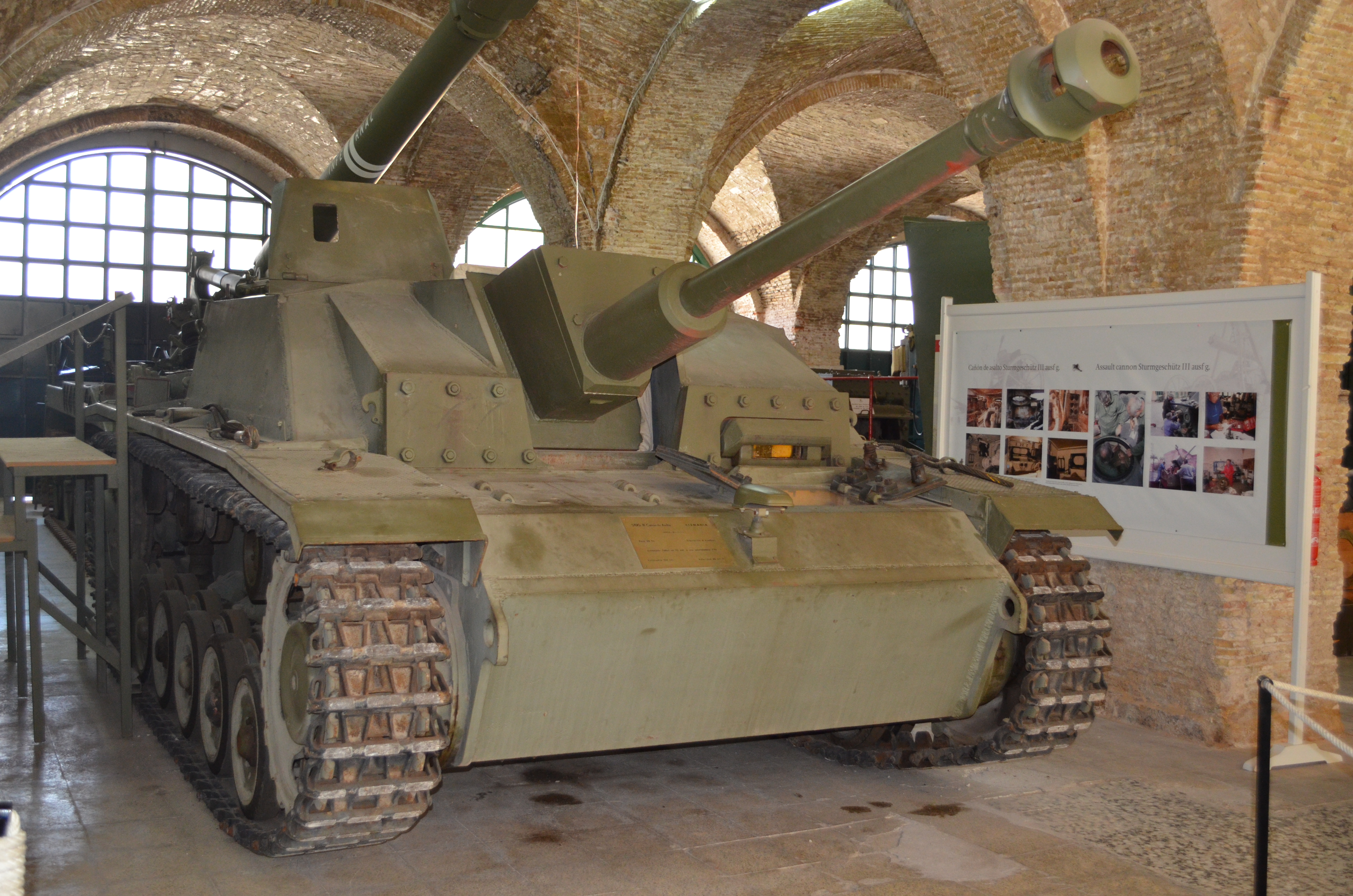
Stug III modelo G en el Museo Histórico Militar de Cartagena. Estuvo en servicio en España hasta 1954.

En noviembre llegaron a la frontera de Irún los 10 carros de asalto. En éste y otros transportes llegaron las necesarias municiones: 4000 granadas rompedoras y 6100 perforantes, y 16 620 cartuchos perforantes e idéntica cantidad trazadores para las MG-34. Los Stug III fueron encuadrados en una batería experimental de la Escuela de Aplicación y Tiro de Artillería (EATA) en Madrid.
Los 20 Panzer IV llegaron a Irún en diciembre de 1943, 12 dotados de radio FuS SE 10 U y 8 con la anterior y también con radio Fu 2. Se recibieron también munición para estos carros: 6000 disparos de granada perforante de 75 mm, 4000 disparos de granada rompedora de 75 mm modelo 34 y 127 680 cartuchos para ametralladora. Los Panzer IV recibidos se encuadraron en sendas compañías de los regimientos «Alcázar de Toledo» y «Brunete» de la División Acorazada. Dos carros de mando, que también se habían encargado y deberían haber sido enviados en uno de los últimos transportes, no se llegaron a recibir.

#### Artillería de campaña

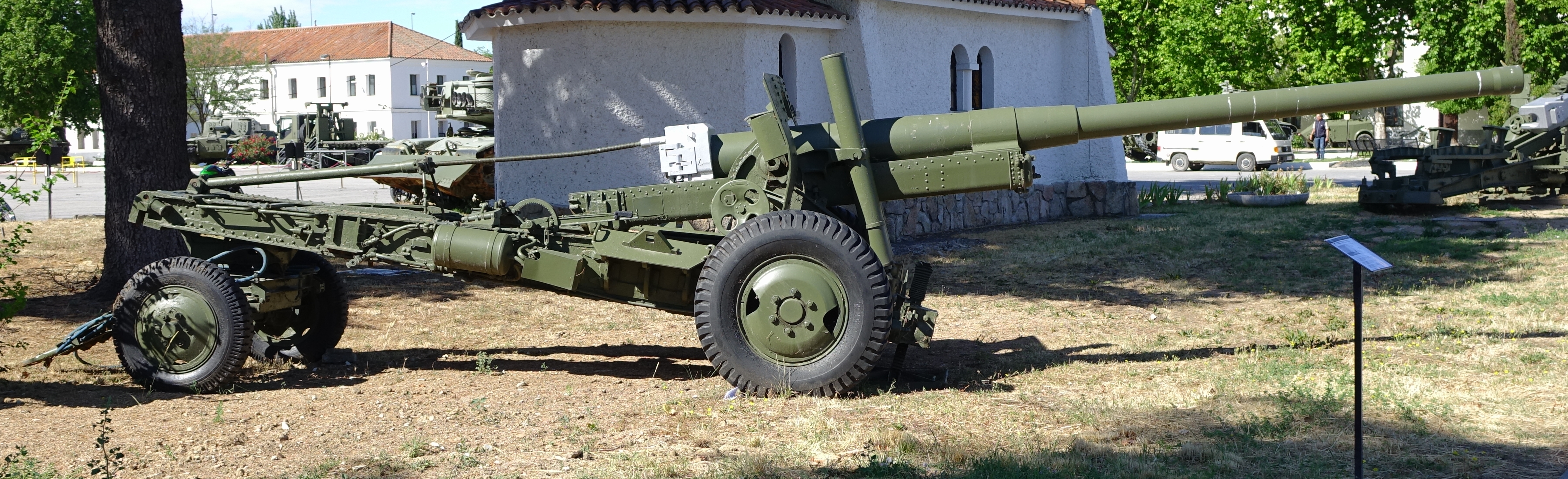
Un cañón soviético de 122 mm M1931/37 como los capturados por Alemania y luego suministrados a España en 1943. Estos cañones permanecerían en servicio en España hasta la década de 1990.

En la lista inicial presentada en marzo de 1943 en Berlín con el armamento que deseaba obtener España, figuraban 75 piezas de largo alcance de 150 mm. El general alemán Becker, que encabezaba la comisión negociadora por parte alemana, manifestó que era del todo imposible ante las propias necesidades, pero ofreció a cambio 24 piezas rusas de 122/46 capturadas en el frente del Este. Los españoles, reacios al principio, aceptaron al conocer las características de las piezas en cuestión, pero con la condición de que la cantidad se elevara a 150 piezas, lo que fue aceptado por los alemanes. Se trataba del cañón soviético de A-19, denominado por Alemania «12,2 cm K.390/1(r)» en su versión M1931 y «12,2 cm K.390/2(r)» en su versión M1931/37, con un alcance máximo de casi 21 km, una cifra considerable. Los 100 primeros cañones llegaron entre junio y agosto del 1943, y se distribuyeron entre los Regimientos de Artillería (RA) de Cuerpo de Ejército de la siguiente manera:
- RA n.º 41, Segovia, 12 piezas.
- RA n.º 42, Córdoba, 12 piezas.
- RA n.º 44, Barcelona,12 piezas.
- RA n.º 45, Calatayud, 12 piezas.
- RA n.º 46, Vitoria, 12 piezas.
- RA n.º 47, Medina del Campo, 8 piezas.
- RA n.º 48, La Coruña, 8 piezas.
- RA n.º 49, Ceuta, 12 piezas.
- RA n.º 50, Melilla, 12 piezas.

En septiembre y octubre llegaron las 50 piezas restantes y se distribuyeron así:
- RA n.º 47, Medina del Campo, 4 piezas para complementar el grupo
- RA n.º 48, La Coruña, 4 piezas para completar el grupo
- RA n.º 43, Paterna, 12 piezas
- RA n.º 62, Astorga, 12 piezas
- RA n.º 63, Burgos, 12 piezas

Con las piezas se recibió una cantidad limitada de munición, y nuevas remesas de munición para estas piezas empezaron a producirse en Trubia a partir de 1944. Este modelo de cañón produjo tan buena impresión en el Ejército que, a pesar de no tener ni licencia ni documentación, entre los años 1952 y 1956 se fabricaron en la Fábrica de Armas de Trubia 32 piezas adicionales, y el modelo continuó en las plantillas del Ejército de Tierra hasta la década de 1990.

#### Artillería antiaérea

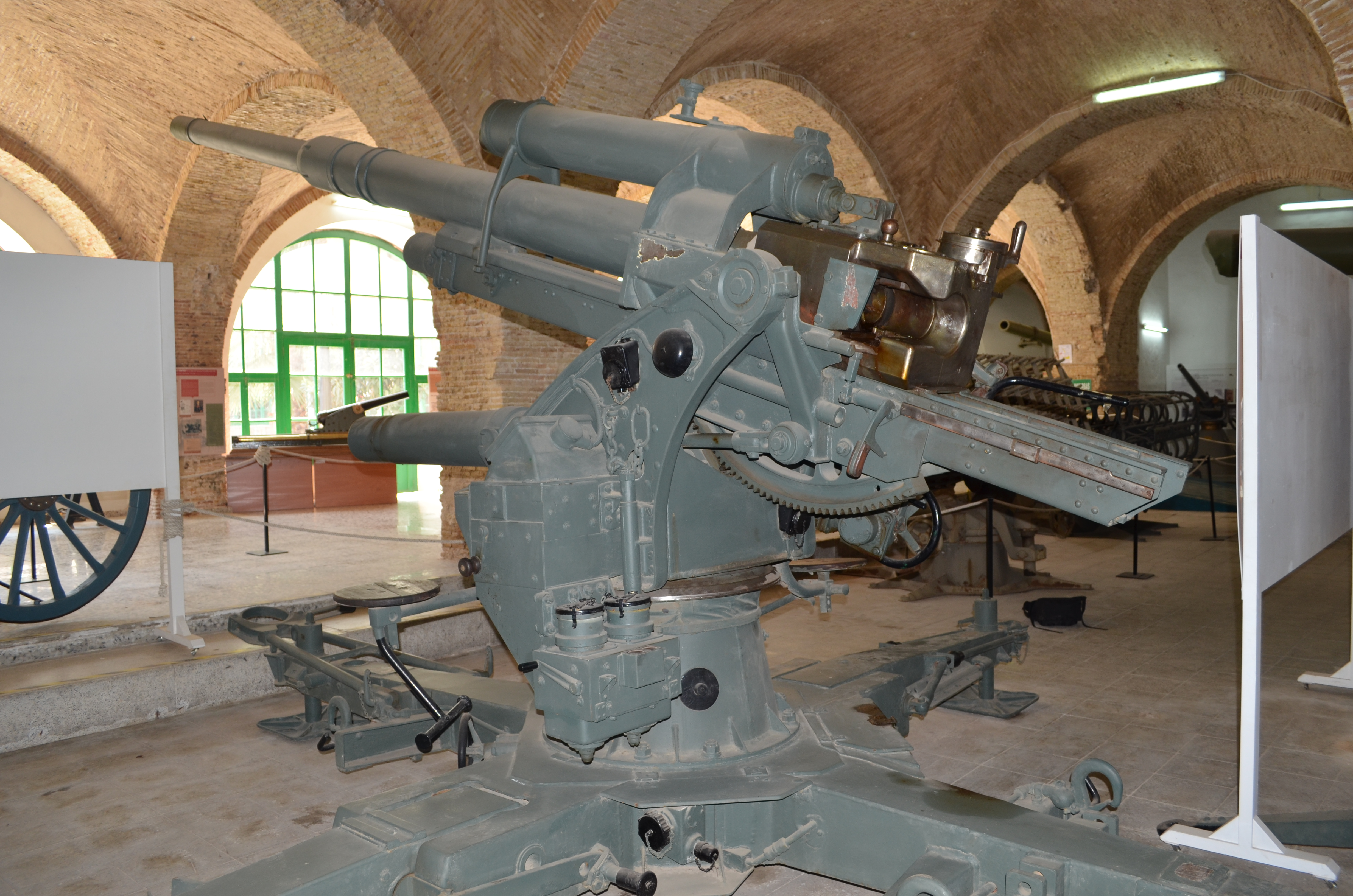
Flak-36 de 8,8 cm en el Museo Histórico Militar de Cartagena.

En la lista inicial figuraba partidas por un total de 2600 cañones y ametralladoras antiaéreas de varios calibres, incluyendo 300 cañones de 8,8 cm. Tras arduas negociaciones se acordó la venta de 120 piezas de Flak-36 de 8,8 cm y 168 ametralladoras Oerlikon 20 mm, pero solo se recibieron 88 piezas de 8,8 cm y 120 de 20 mm.
Los Flak 88/56 fueron distribuidos entre los Regimientos de Artillería Antiaérea y de Artillería de Costa:
- RAA n.º 71, Madrid, un grupo móvil de 12 piezas
- RAA n.º 72, Barcelona, un grupo móvil de 12 piezas
- RAA n.º 73, Zaragoza, un grupo móvil de 12 piezas
- RAA n.º 74, Jerez de la Frontera, un grupo móvil de 12 piezas
- RAC n.º 75, 24 piezas fijas
- Algeciras, un grupo fijo
- Tablada, un grupo fijo

También llegó el siguiente equipamiento de detección de aviones:
- 30 direcciones de tiro Modelo 40
- 9 radiolocalizadores Wurzburg
- 44 proyectores
- 81 fonocalizadores
- 34 telemetros

#### Artillería contracarro

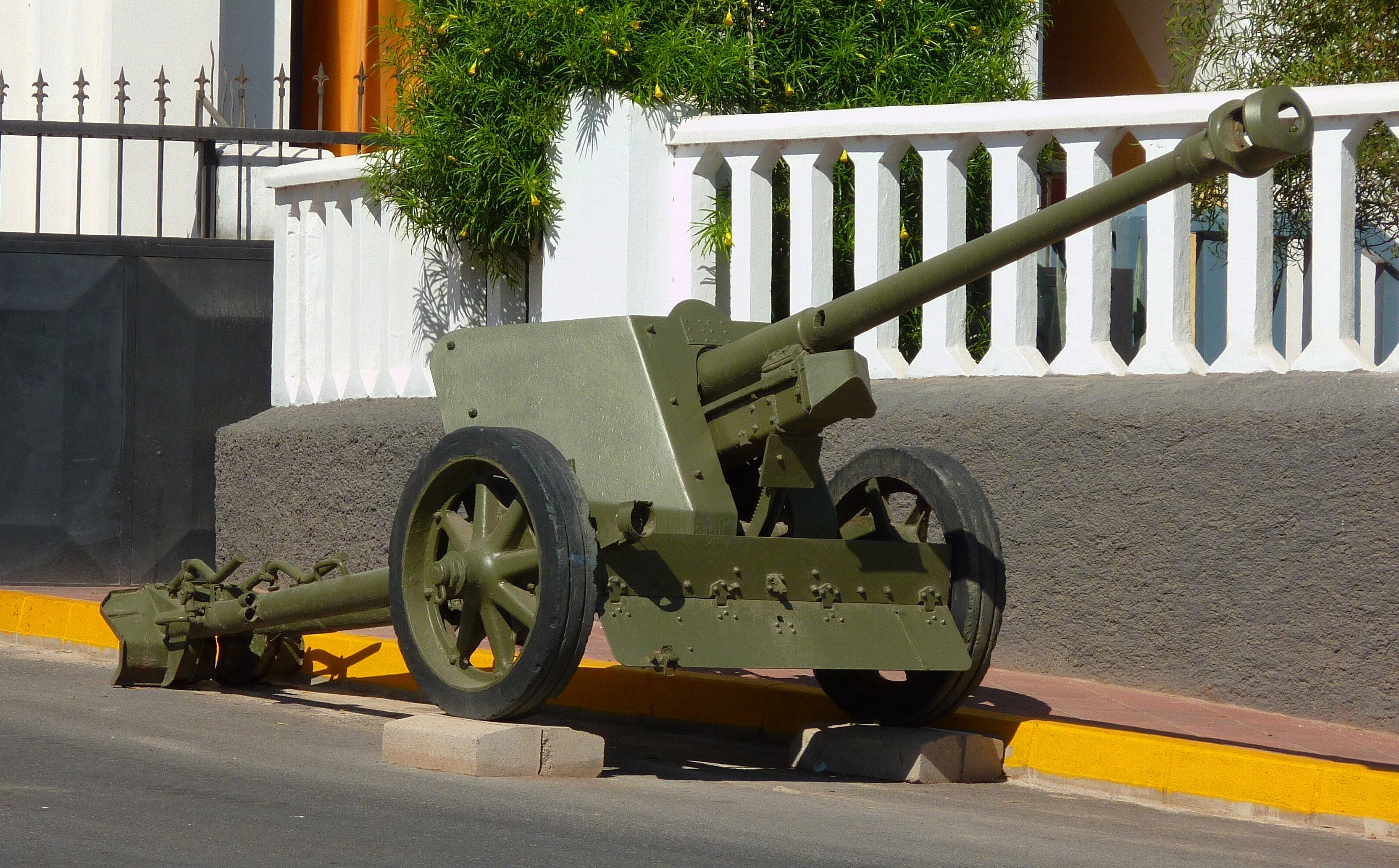
PaK 40 del Ejército de Tierra español

A pesar de que en un inicio la petición de compra fuera solamente de 125 piezas contracarros, la cifra se aumentó en este caso a 300 cañones:
- 150 piezas PaK 40 de 75mm entregadas entre noviembre de 1943 y marzo de 1944
- 150 piezas francesas Hotchkiss de 25mm

También se compraron y se recibieron proyectiles, fusiles, granadas y minas contacarro.
Las obsoletas piezas ligeras se intentaron devolver, sin éxito, tras lo que se repartieron entre las compañías contracarros de los regimientos de infantería y los batallones de cazadores. Las excelentes piezas pesadas se distribuyeron entre las compañías contracarros de los regimientos de infantería y los batallones contracarro de las divisiones.

#### Motocicletas
En la petición inicial española figuraba una partida con 1150 motocicletas, 750 de ellas con sidecar o pesadas y armadas con una ametralladora MG-34, y 400 sin sidecar o ligeras. En lo que concierne a las ligeras, los alemanes accedieron a la cifra requerida, pero inicialmente ofrecieron motos usadas de 14 modelos distintos. La delegación española pidió la reducción en el número de modelos y finalmente que fueran únicamente de las marcas DKW, Puch y NSU. Estas motos fueron recibidas en junio y julio de 1943. Los alemanes también accedieron a vender a España 750 motos nuevas con sidecar BMW R75, un modelo excelente; 100 llegaron en junio de 1943 y el resto entre octubre y noviembre de 1943. Por cada dos motos pesadas se adquirió una ametralladora MG-34 de 7,92 mm. Las motos ligeras se distribuyeron a distintas unidades para exploración y enlace, y las BMW R75 principalmente a las unidades del Arma de Caballería.

#### Otros materiales
El Ejército de Tierra también recibió maquinaria para la industria de armamento y materiales de transmisiones.

### Material para la Armada
La Armada fue la menos beneficiada de las tres ramas de las fuerzas armadas, recibiendo solamente seis lanchas torpederas Schnellboot de la docena inicialmente pedida, y perdiéndose gran parte de las otras partidas que había encargado. Acabó recibiendo también 127 cañones antiaéreos con su munición, 12 cañones de 105 mm para torpederas con su munición, 1000 minas, 400 cargas de profundidad y 32 telémetros.
La entrega de las seis Schnellboot se hizo en el puerto francés de Burdeos, dos el 30 de julio y las cuatro restantes el 28 de agosto de 1943.
Aparte del Programa Bär, hubo un intento de la Armada Española para comprar el portaviones francés Joffre, que entonces se encontraba en construcción en la Francia ocupada por los alemanes, intento que no acabó fructificando y el portaviones fue desguazado después de la guerra.

## Balance
El Programa Bär señaló un cambio importante en las relaciones entre la Alemania nazi y la España de Franco. Si hasta entonces los alemanes, en una posición dominante, habían tratado a España casi como una colonia de la que podían obtener materias primas, la cambiante situación de finales de 1942 y principios de 1943, con la derrota de El Alamein, el cerco de Stalingrado y el desembarco anglo-americano en el norte de África, les hizo darse cuenta de la importancia de mantener España contenta y a su lado. Esto era por dos motivos principales: el primero era para evitar que los aliados pudieran abrir un segundo frente entrando por la península ibérica; el segundo para asegurarse el suministro de las materias primas que necesitaba la industria alemana de guerra. Eso hizo que, a pesar de sus propias necesidades, Alemania se aviniera a fabricar y suministrar armamento a un país que ni siquiera estaba en guerra de su lado. Los materiales recibidos por España durante el programa no fueron suficientes para paliar las deficiencias de las Fuerzas Armadas españolas, especialmente en lo que concernió a carros de combate y aviones, pero mejoraron su equipamiento. Posiblemente la partida más útil de todas las que recibió España fue la de los 150 cañones soviéticos de 122 mm, tanto en calidad como en cantidad, como prueba el que permanecieran en servicio en España hasta la década de 1990.